# Why? Group
O Por quê? Group publicou várias revistas anarquistas nas décadas de 1940 e 1950. Por que? Um Boletim Anarquista e seu sucessor, Resistance, funcionou entre 1942 e 1952. Os membros do grupo incluíam Paul Goodman, Dwight Macdonald, Kenneth Rexroth e Kenneth Patchen . Outra revista, Retort, foi publicada entre 1942 e 1947 e era relacionada ao grupo. 